# Wyganów (województwo łódzkie)
Wyganów – wieś w Polsce położona w województwie łódzkim, w powiecie łęczyckim, w gminie Świnice Warckie. Miejscowość wchodzi w skład sołectwa Zbylczyce.
W latach 1975–1998 miejscowość należała administracyjnie do województwa konińskiego.